# Acuerdo fiscal previo

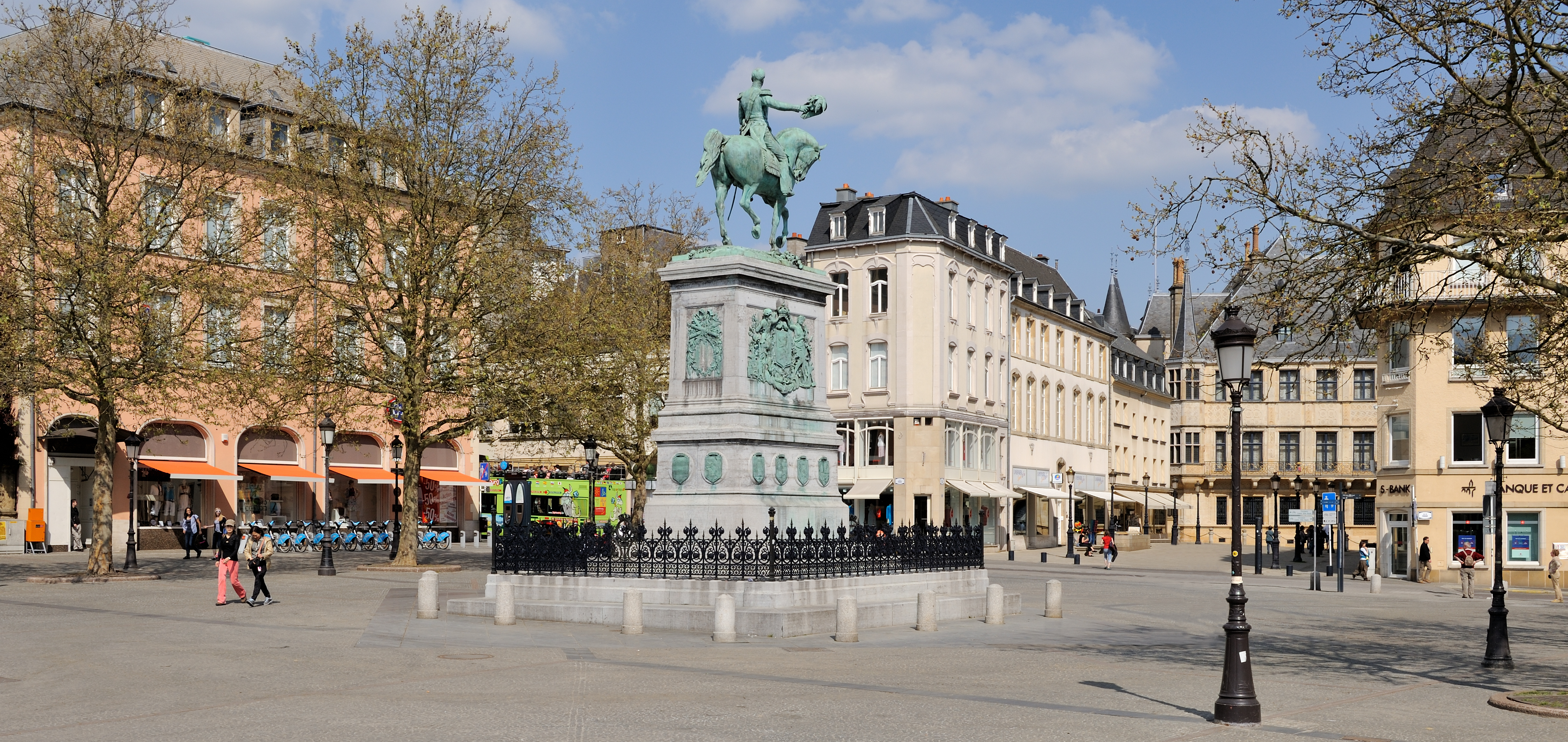
Plaza de Guillermo II en Luxemburgo, un país conocido por sus acuerdos fiscales previos con multinacionales

Un acuerdo fiscal previo (en inglés advance tax ruling) es una herramienta para multinacionales y contribuyentes individuales con el fin de aclarar y conformar los impuestos que pagarán en un país determinado. El sujeto pasivo (la persona física o jurídica que paga los impuestos) solicita, antes de instalarse o realizar operaciones en un país, una aclaración sobre la aplicación de la normativa tributaria, y las autoridades fiscales de ese país responden por escrito. La respuesta es vinculante, de modo que si, por ejemplo, dice que a una empresa que opera en determinadas condiciones se le cobrarán menos impuestos, después, efectivamente, se le deberán cobrar menos. 
Advance tax ruling) no debe traducirse por acuerdo fiscal avanzado (eso sería advanced). En inglés se usa normalmente advance como verbo y como sustantivo, pero también tiene usos, menos habituales, como adjetivo (que va antes, anticipado).
En principio no debería haber ningún problema en que un sujeto pasivo solicitara aclaraciones sobre la normativa fiscal. El problema se origina cuando sujetos pasivos acaudalados proponen a las autoridades del país instalarse en él, si las autoridades le dan a cambio unas condiciones fiscales muy favorables, tanto que suponen una desventaja para las empresas competidoras y una injusticia para los otros contribuyentes con menor capacidad de negociación. Esas condiciones favorables se plasman en acuerdos fiscales previos, que son secretos. Por ejemplo la francesa Engie pagó durante una década un impuesto de solo el 0,3 % sobre determinados beneficios (la tasa normal sobre beneficios empresariales va del 11 al 34 %). La Comisión Europea consideró este trato como ayudas de Estado y Engie tuvo que pagar 120 millones de euros.
Los acuerdos fiscales previos son habituales en numerosos países. El escándalo Luxemburgo Leaks, también conocido como LuxLeaks, da idea de la práctica de acuerdos fiscales previos en Luxemburgo como herramienta para que algunas empresas eludan impuestos.
A raíz de este escándalo la Comisión Europea decidió en 2015 que los miembros de la Unión Europea debían comunicar cada seis meses los acuerdos fiscales previos a los que hubieran llegado.
Los acuerdos fiscales previos no deben confundirse con las consultas vinculantes a una agencia tributaria. En ocasiones la normativa tributaria es muy compleja, y puede no prever detalladamente determinadas operaciones. El contribuyente que las realiza puede consultar cómo se aplica la normativa, y la autoridad fiscal le responde de manera vinculante. Pero estas respuestas no suponen ningún tipo de negociación, se hacen sobre una normativa ya existente (a diferencia de los acuerdos fiscales previos, en que el propio acuerdo crea una normativa "a medida") y son públicas.